# Return to Innocence
Return to Innocence é o primeiro single publicado por Enigma de seu segundo e exitoso álbum The Cross of Changes.
Ele se tornou um dos singles do Enigma mais populares a nível mundial, chegou a ser o número 1 em mais de dez países da Europa (incluído Grécia, Noruega, Suécia e Irlanda); número 2 na lista musical Modern Rock Tracks; número 4 na Hot 100 dos Estados Unidos; número 3 no UK Singles Chart; Top 5 na Áustria, Alemanha, Nova Zelândia, França e Suíça e Top 10 na Itália e Países Baixos.

## História
Na canção, a voz principal foi proporcionada por Angel X (Andreas Harde), enquanto que os cantos tribais taiwaneses foram sampleados da canção «Jubilant Drinking Song», sem permisão dos cantores originais. Kuo Ying-nan (nome chinês de Difang Duana) e Kuo Hsiu-chu (nome chinês de Igay Duana), um matrimônio de intérpretes de música folclórica de seu país e membros da tribo taiwanesa dos amis, estiveram num programa de intercâmbio cultural em Paris, França em 1988, quando sua interpretação da canção foi gravada pela Maison des Cultures du Monde com o fim de editá-la em um CD. Mais tarde, o produtor de Enigma, Michael Cretu, obteve o CD e procedeu a samplearlo. Adicionalmente, sampleou a base  rítmica de um tema do Led Zeppelin, «When the Levee Breaks», para seu uso em «Return to Innocence». Sandra Cretu, esposa de Michael Cretu então, apareceu brevemente recitando um verso no meio da canção.
Em 1996, a canção tornou-se ainda mais popular ao ser usada como sintonia televisiva para promover os Jogos Olímpicos de Verão de 1996, celebrados em Atlanta (Georgia), nos Estados Unidos.
Em março de 1998, Kuo Ying-nan e Kuo Hsiu-chu processaram Cretu, Virgin Records, várias gravadoras pelo uso do sampleado da canção sem suas autorizações e sem seus devidos créditos. Se chegou a um acordo fora dos tribunais por uma quantia em dinheiro, sem especificar, e em todas as posteriores edições seriam incluidos os créditos da canção. Cretu disse mais tarde que ele sempre tinha sido levado a acreditar que a gravação era de domínio público, e que sua intenção não era a violar os direitos dos Kuo.
O videoclipe, rodado por Julien Temple em Málaga, Espanha, mostra a vida de um homem de campo no sentido inverso, começando pela sua morte e terminando com seu nascimento, onde retorna à inocência (esta cena foi provavelmente influenciado pelo filme soviético de 1930 Terra, de Aleksandr Dovjenko). As próprias filmagens são exibidas em "rewind", ou seja, da frente para trás. 

## Faixas do Single
4-track CD single
1. "Return to Innocence (Radio Edit)" – 4:03
2. "Return to Innocence (Long & Alive Version)" (remixado por Curly M.C. e Jens Gad) – 7:07
3. "Return to Innocence (380 Midnight Mix)" (remixado por Jens Gad) – 5:55
4. "Return to Innocence (Short Radio Edit)" – 3:01

5-track CD single
1. "Return to Innocence (Radio Edit)" – 4:03
2. "Return to Innocence (Long & Alive Version)" (remixado por Curly M.C. e Jens Gad) – 7:07
3. "Return to Innocence (380 Midnight Mix)" (remixado por Jens Gad) – 5:55
4. "Return to Innocence (Short Radio Edit)" – 3:01
5. "Sadeness (Part I) (Radio Edit)" – 4:17

## Trilhas-Sonoras
| Canção (Versão)                    | Tipe         | Nome              | Comentários                              |
| ---------------------------------- | ------------ | ----------------- | ---------------------------------------- |
| "Return to Innocence (Radio Edit)" | Filme        | Man of the House  | Nos créditos finais                      |
| "Return to Innocence (Radio Edit)" | Filme        | Exit to Eden      |                                          |
| "Return to Innocence (Radio Edit)" | Séries de TV | The Outer Limits  | No episódio The Conversion               |
| "Return to Innocence (Radio Edit)" | Séries de TV | My So-Called Life |                                          |
| "Return to Innocence (Radio Edit)" | Séries de TV | Cold Case         | No episódio Sanctuary.                   |
| "Return to Innocence (Radio Edit)" | Séries de TV | The L Word        |                                          |
| "Return to Innocence (Radio Edit)" | Séries de TV | American Idol     | 9a temporada. Usada em uma apresentação. |

A canção ainda fez parte da trilha sonora de duas novelas no Brasil:
Pátria Minha - 1994/1995 - TV Globo
74.5 Uma Onda no Ar - 1994 - TV Manchete

## Desempenho nas Paradas Musicais e Certificações
| País (Dez. 1993-Mar. 1994) | Posição                   | Certificação              | País(cont.) (Dez. 1993-Mar. 1994) | Posição | Certificação                   |
| -------------------------- | ------------------------- | ------------------------- | --------------------------------- | ------- | ------------------------------ |
| Alemanha                   | 5                         | ouro (BMieV: 1994)        | Irlanda                           | 1       |                                |
| Austrália                  | 16                        |                           | Itália                            | 6       |                                |
| Áustria                    | 4                         |                           | Japão                             | 1       |                                |
| Bélgica                    | 15                        |                           | Noruega                           | 1       |                                |
| Estados Unidos             | 4 (The Billboard Hot 100) | ouro (RIAA: maio de 1994) | Nova Zelândia                     | 5       |                                |
| Estados Unidos             | 2 (Modern Rock Tracks)    | ouro (RIAA: maio de 1994) | Países Baixos Países Baixos       | 8       |                                |
| Estados Unidos             | 16 (Rhythmic Top 40)      | ouro (RIAA: maio de 1994) | Polónia                           | 12      |                                |
| Estados Unidos             | 6 (Top 40 Mainstream)     | ouro (RIAA: maio de 1994) | Reino Unido                       | 3       | prata (BPI: fevereiro de 1994) |
| Europa                     | 2                         |                           | Suécia                            | 1       |                                |
| França                     | 5                         |                           | Suíça                             | 5       |                                |